# Aderus trimaculatus
Aderus trimaculatus es una especie de coleóptero de la familia Aderidae. Fue descrita científicamente por Maurice Pic en 1902.

## Distribución geográfica
Habita en Borneo.